# Mirity-tapuya
I Mirity-tapuya  sono un gruppo etnico del Brasile con una popolazione stimata in 75 individui nel 2005 (Dsei/Foirn).

## Lingua
Parlano la lingua tukano che appartiene alla famiglia linguistica Tucano. La lingua Miriti (codice ISO 639: MMV) è considerata estinta.

## Insediamenti
Vivono nello stato brasiliano dell'Amazonas, sul corso inferiore e medio del fiume Tiquié, nelle comunità di Iraiti, São Tomé, Vila Nova e Micura.